# 石津康彦
石津 康彦（いしづ やすひこ、1942年2月20日 - ）は、日本の俳優。スターダス・21所属していた。

## 出演

### 映画
- 神々の深き欲望
- 沖縄
- 戦争と平和 第2部
- 夜は私を濡らす
- 愛に濡れた私
- 祭りの準備
- 花と蛇 - 片桐誠

### テレビ
- 人間の条件
- これが青春だ（1966年）
- 大市民（1966年）
- 七人の刑事 第256話「二人だけの銀座」（1967年）
- 太陽野郎（1967年）
- 東京コンバット 第29話「その女を殺せ」（1969年）
- アテンションプリーズ 第1回（1970年） - 美咲洋子の兄
- 紅つばめお雪 第12話「穴はひとすじ」（1970年）
- 柳生十兵衛　第21話「おしかけ花嫁」（1971年） - 孫右衛門
- 仮面ライダーシリーズ
  - 仮面ライダー 第33話「鋼鉄怪人アルマジロング」（1971年） - 村人
  - 仮面ライダーX 第20話「お化け!? 謎の蛇人間あらわる!!」（1974年） - 勝村
- 一心太助（1972年）
  - 第15話「花ある絶縁状」、第18話「親分！おひかえなすって」、第19話「昔より女ならでは」、第20話「駆落ち者です今晩は!」、第23話「三河物語異聞」、第24話 「あべこべ物語」、第25話「よき哉江戸の春」 - 源次
- 火曜日の女シリーズ / ある朝、突然に…（1972年、NTV）
- 時間ですよ 第3シリーズ（1973年）
- 阿蘇の女（1974年）
- 6羽のかもめ（1974年）
- がんばれ!!ロボコン （1974年） - 岡田先生
- 沿線地図（1979年）
- 江戸の激斗 第9話「非情の罠・群狼を斬れ!」（1979年） - 由造
- 新・江戸の旋風 第4話「唐丸籠破り」（1980年）
- ウルトラマン80 第36話「がんばれ! クワガタ越冬隊」（1980年） - アッちゃんの父
- 西部警察 第90話「天使の身代金」（1981年） - 社長秘書
- スーパー戦隊シリーズ
  - 大戦隊ゴーグルファイブ 第7話「幽霊になったパパ」（1982年） - 成田博士
  - 科学戦隊ダイナマン 第24話「恐怖の彗星大接近」（1983年） - 椎名博士
  - 超電子バイオマン 第12話「殺人者グリーン!」（1984年） - 山崎巡査
- 弁護士 一之瀬凛子2（2010年） - 吉川竹太郎
- どうする?東京（2011年） - 町会長
- 専業主婦探偵〜私はシャドウ（2011年）
- MONSTERS（2012年）
- おトメさん（2013年）

### CM
- 黒豆の煮汁　実感して下さい篇
- パラデントエース
- キャベジン
- リジョイ

### ナレーション
- アリコジャパン
- ブロードキャスター

### 吹き替え
- 80デイズ（ローズ卿）
- ER緊急救命室
  - シーズンX #1（トム・ウィリアムズ〈ジョー・グリファシ〉）
  - シーズンXIII（ジム・ライリー〈ジョージ・ガーデス〉）
  - シーズンXIV（ハンク・ライリー〈ビル・ボレンダー〉）
- アランドロンの刑事物語（フォンフォン）
- チャームド〜魔女3姉妹〜
- 青い自転車
- 地中海
- 月のひつじ
- ドクターTと女たち
- 刑事コロンボ

### ゲーム
- 龍が如く3（彫刻）